# إدوارد بلاد
إدوارد بلاد (بالإنجليزية: Edward Blood)‏ هو متزحلق نوردي مزدوج أمريكي، ولد في 15 أغسطس 1908 في برادفورد في الولايات المتحدة، وتوفي في 13 يونيو 1991 في دورهام في الولايات المتحدة.

## وصلات خارجية
- إدوارد بلاد على موقع أوليمبيديا (الإنجليزية)